# 武田博史
武田 博史（たけだ ひろふみ、1961年〈昭和36年〉5月24日 - ）は、日本の防衛官僚。

## 来歴
東京都出身。1984年（昭和59年）3月、慶應義塾大学法学部を卒業。1985年（昭和60年）4月、防衛庁に入庁し、防衛庁長官官房総務課に配属。
防衛庁長官官房施設課長、防衛政策局防衛施設課長、防衛省大臣官房企画評価課長、防衛省大臣官房文書課長、防衛省大臣官房報道官、防衛省大臣官房審議官、沖縄防衛局長などを歴任。長官官房施設課長、防衛政策局防衛施設課長在任時には沖縄を含む基地・施設問題、沖縄防衛局長在任時には普天間基地移設問題、オスプレイの配備計画などに携わった。また、途中通商産業省や奈良県警察に出向し、通商産業省機械情報産業局電子機器課通信機器班長、奈良県警察本部警務部長などを務めた。
2017年（平成29年）7月28日、人事教育局長に就任。
2018年（平成30年）8月3日、防衛省大臣官房長に就任。
2019年（令和元年）7月30日、防衛装備庁長官に就任。
2021年（令和3年）7月1日、退官。

## 年譜
- 1984年（昭和59年）3月 - 慶應義塾大学法学部を卒業[1]。
- 1985年（昭和60年）
  - 4月 - 防衛庁入庁[2]
  - 4月 - 防衛庁長官官房総務課[1]
- 1986年（昭和61年）4月 - 防衛局防衛課[1]
- 1987年（昭和62年）4月 - 防衛庁長官官房総務課[1]
- 1988年（昭和63年）12月 - 防衛局防衛課総括・政策班[1]
- 1989年（平成元年）5月 - 防衛局防衛課総括班総括係長[1]
- 1990年（平成2年）
  - 4月 - 通商産業省機械情報産業局電子機器課[1]
  - 8月 - 通商産業省機械情報産業局電子機器課通信機器班長[1]
- 1992年（平成4年）
  - 4月 - 防衛庁部員 防衛局調査第2課米州班[1]
  - 4月 -（兼）防衛庁部員 防衛局調査第2課戦略環境評価班[1]
  - 6月 - 防衛庁部員 防衛局調査第2課米州班長[1]
  - 6月 -（兼）防衛庁部員 防衛局調査第2課戦略環境評価班長[1]
- 1993年（平成5年）5月 - 防衛庁部員 防衛局計画課計画第3班[1]
- 1994年（平成6年）6月 - 防衛庁部員 防衛局計画課計画第3班長[1]
- 1995年（平成7年）8月 - 防衛庁部員 防衛局計画課計画総括班長[1]
- 1997年（平成9年）1月 - 防衛庁部員 装備局航空機課[1]
- 1999年（平成11年）7月 - 防衛庁部員 防衛庁長官官房秘書課[1]
- 2000年（平成12年）8月 - 奈良県警察本部警務部長[1]
- 2002年（平成14年）8月 - 情報本部 [1]
- 2004年（平成16年）
  - 4月 - 防衛庁部員 防衛庁長官官房企画官[1]
  - 4月 -（兼）防衛局防衛政策課・同局計画課[1]
- 2005年（平成17年）8月 - 防衛庁長官官房施設課長[1]
- 2006年（平成18年）7月 - 防衛政策局防衛施設課長[1]
- 2007年（平成19年）9月 - 防衛省大臣官房企画評価課長[1]
- 2009年（平成21年）8月 - 防衛省大臣官房文書課長[1]
- 2012年（平成24年）
  - 1月 - 防衛省大臣官房報道官[1]
  - 1月 -（兼）防衛省大臣官房審議官[1]
  - 9月 - 沖縄防衛局長[1]
- 2014年（平成26年）
  - 7月 - 防衛省大臣官房報道官[1]
  - 7月 -（併）防衛省大臣官房審議官[1]
- 2015年（平成27年）10月 - 人事教育局付[1]
- 2017年（平成29年）7月 - 人事教育局長[5]
- 2018年（平成30年）8月 - 防衛省大臣官房長[4]
- 2019年（令和元年）7月 - 防衛装備庁長官[3]
- 2021年（令和3年）7月 - 退官